# Renato Vallanzasca
Renato Vallanzasca là một tội phạm, thủ lĩnh nhóm cướp ngân hàng khét tiếng miền Bắc Italy vào thập niên 1970 với các tội danh cướp, bắt cóc và giết người trong đó có giết cảnh sát. Vallanzasca chịu 4 bản án chung thân và gần 300 năm tù, hắn đã không ít lần vượt ngục. Cuộc đời của Vallanzasca được viết thành sách rồi chuyển thể thành phim điện ảnh Thiên thần của quỷ năm 2010. Từ năm 2010, Vallanzasca được hưởng nhiều đợt tại ngoại vào ban ngày.
Renato Costantini Vallanzasca sinh ngày 4 tháng 5 năm 1950 tại khu vực Lambrate của Milan, trong một gia đình bình thường, mẹ hắn có một cửa hàng quần áo, vì bố hắn là Osvaldo Pistoia, lấy vợ khác và có con riêng nên hắn lấy họ mẹ là Vallanzasca.

## Cuộc đời

### Tuổi trẻ
Năm 8 tuổi, ông và một người bạn đưa con hổ của rạp xiếc ra khỏi chiếc lồng được dựng gần cạnh nhà.  Một ngày sau hành động đó, Vallanzasca bị cảnh sát bắt khi đang đá bóng với bạn bè và đưa đến nhà tù dành cho trẻ vị thành niên Cesare Beccaria. Sau khi được bảo lãnh, ông được thả và được đưa đến nhà của Signora Rosa, người vợ đầu tiên của bố ông, người mà Vallanzasca gọi là "dì", ở Degli Apul, quận Giambellino, ngoại ô phía tây nam của Milan. Sau đó, vào năm 1965, ông theo học tại trường của Giáo sư Enrica Tosi ở Ponchielli, bằng cách đăng ký vào khóa học Kế toán hai năm và trở về sống với mẹ.
Từ khi ở Giambellino, ông ta thành lập băng nhóm tội phạm gồm những đứa trẻ chuyên trộm cắp, dù còn nhỏ nhưng Vallanzasca bắt đầu tạo dựng được tên tuổi, liên kết với băng nhóm khác. Tuy nhiên, trong một thời gian ngắn, cảm thấy các quy tắc của thế giới ngầm cổ hủ trở đang nên chặt chẽ hơn, ông ta quyết định phạm tội một cách độc lập với băng nhóm của mình. Banda della Comasina có thể nói là một trong số những nhóm tội phạm hùng mạnh và hung dữ nhất ở Milan thời đó, chống lại một băng nhóm nổi tiếng không kém cùng thời của Francis Turatello.

### Giai đoạn đầu
Với hàng loạt vụ cướp, Vallanzasca nhanh chóng thay đổi cuộc sống, với những món đồ đắt tiền, ăn mặc bóng bẩy và có chút đẹp trai, ông tự gọi mình là "Il bel René" (Rene đẹp trai - Rene viết tắt của Renato).  Tháng 2 năm 1972, Vallanzasca bị bắt cùng em trai khi thực hai vụ cướp siêu thị, trong năm này ông có một cậu con trai tên Massimiliano. Bị kết án 10 năm tù, trong đấy ông ngồi 4 năm trong nhà tù San Vittore, trong suốt thời gian lãnh án Vallanzasca thường xuyên tìm cách vượt ngục, tham gia dàn dựng các vụ bạo động khiến án tù tăng dần.
Sau khi chuyển qua 36 nhà tù khác nhau,Vallanzasca thực hiện chiêu trò tự gây bệnh viêm gan, tự tiêm vào tĩnh mạch nước tiểu, ăn trứng thối và hít khí Propane, đến mức phải nhập viện. Chính từ đó, nhờ sự giám sát ít nghiêm ngặt hơn và sự lơ là của một cảnh sát tự mãn, mà vào năm 1976, ông ta đã vượt ngục thành công. Tháng 10 cùng năm, sĩ quan Bruno Lucchesi bị giết tại lối ra đường cao tốc Montecatini. Vallanzasca, bị một số người cáo buộc, sau đó bị kết án (vắng mặt) vì tội giết người tại Tòa án Assizing của Florence. Trong thời gian lẩn trốn, Vallanzasca tái lập băng nhóm của mình và gây ra khoảng 70 vụ cướp có vũ trang, với những án tích giết người kéo dài, bao gồm giết bốn cảnh sát, một bác sĩ và một nhân viên ngân hàng. Hoạt động của băng nhóm ngày càng mạnh mẽ, gây ra bốn vụ bắt cóc, trong đó chỉ có hai vụ được tố giác. Một trong những nạn nhân của hắn là Emanuela Trapani, con gái của một doanh nhân ở Milan, bị bắt trong khoảng một tháng rưỡi và sau đó được thả khi được trả 1 tỷ lire tiền chuộc. Cùng với vụ bắt cóc này, vào tháng 2 năm 1977, là vụ giết hai cảnh sát giao thông, ở trạm thu phí đường cao tốc gần Dalmine, họ đã chặn chiếc xe mà Vallanzasca đang đi cùng đồng bọn để kiểm tra. Trong vụ đấy súng này, chính Vallanzasca cũng bị thương và bị săn đuổi, ông ta tìm nơi ẩn náu ở Rome, nhưng sau vài ngày, ông bắt giữ.
Tháng 7 năm 1979, ông kết hôn với Giuliana Brusa, một trong những người ngưỡng mộ đã viết thư cho ông, tại nhà tù Rebibbia. Anh ta chọn thành viên của  gia tộc tội phạm Marseillais Albert Bergamelli và kẻ thù cũ là Francis Turatello làm nhân chứng cho lễ cưới, và tạo dựng quyền lực áp đảo những kẻ vào sau. Hai năm sau, khi vẫn đang ngồi tù, Turatello bị giết bởi Pasquale Barra, Vincenzo Andraous, Antonino Faro và Salvatore Maltese, bằng một cuộc hành quyết cực kỳ tàn bạo và đẫm máu, vẫn chưa rõ lý do. Tháng 4 năm 1980, Vallanzasca trở thành cốt cán của một vụ vượt ngục nhà tù San Vittore, Milan. Một nhóm tù nhân, bao gồm cả Renato Vallanzasca, tìm cách bắt giữ trung sĩ Romano Saccoccio làm con tin. Một vụ nổ súng xảy ra trên đường phố và ga điện ngầm Milan. Vallanzasca bị thương, một lần nữa bị bắt lại cùng với chín kẻ tòng phạm.

### Giại đoạn 1980
Tại nhà tù Novara, vào năm 1981, Vallanzasca tham gia một cuộc nổi loạn. Massimo Loi, từng là hệ huynh đệ của Vallanzasca, đã rời nhóm và quyết định hối cải cộng tác với cảnh sát và do đó bị cáo buộc là người bán đứng Vallanzasca. Vallanzasca, được hỗ trợ bởi một số bạn tù, sử dụng một con dao đâm liên tiếp vào ngực Loi. Chặt đầu cậu ta và sử dụng như một quả bóng.
Sau vụ nổi loạn, Vallanzasca chối bỏ mọi cáo buộc giết người, trong cuộc phỏng vấn với báo L'Europeo vào ngày 2 tháng 4 năm 2006, ông ta nói đến mối liên quan với cậu bé (Loi), khớp với những gì tội phạm nổi tiếng Vincenzo Andraous đã báo cáo. Trong cuốn sách hồi ký của mình, Andraous nhận tội đã tham gia trong vụ án tàn bạo này (Andraous bị kết án là một trong những kẻ giết Loi);  tuy nhiên, những tuyên bố này cũng mâu thuẫn với cuốn tự truyện "Il fiore del male" mà nhà báo Carlo Bonini viết theo lời kể của Vallanzasca. Cuối cùng, vào năm 2010, trong một cuốn sách tiểu sử mới được viết chung với Leonardo Coen, Vallanzasca tự mình thừa nhận tội ác, đồng thời mô tả chi tiết lý do và cách thức thực hiện vụ án này. Tuy nhiên, ông ta phủ nhận có vai trò trong việc chặt đầu và làm nhục cơ thể của chàng trai trẻ.
Năm 1983, nhiều đối tác của Camorra cáo buộc Vallanzasca có liên hệ với băng nhóm Nuova Camorra Organizzata (NCO) của Raffaele Cutolo. Theo Raffaele Catapano (cựu "đao phủ" của nhà tù Cutoliani), mối quan hệ giữa Vallanzasca và Cutolo (cả hai đều bị giam giữ trong nhà tù của Ascoli Piceno) ban đầu hơi căng thẳng, đến mức ông chủ Camorra đã tát ông ta (Vallanzasca). Vì những lý do này, Vallanzasca đã bị truy tố trong phiên tòa lớn nổi tiếng chống lại các chi nhánh của NCO (Phiên tòa Tortora) cùng với vợ của ông ta, Giuliana Brusa, bị cáo buộc có mua sắm vũ khí cho anh ta vào nhà tù. Vallanzasca phản bác lại mọi cáo buộc, cuối cùng hai vợ chồng được tha bổng vì không đủ bằng chứng kết luận họ thuộc tổ chức Cutolian.
Ngày 18 tháng 7 năm 1987, Vallanzasca ta trốn thoát qua một cửa sổ của chiếc phà sẽ đưa ông ta từ Genova đến nhà tù Nuoro ở Sardinia. Năm nhân viên hộ tống, tất cả đều dưới 25 tuổi bị tòa án quân sự kết án. Tháng 8 năm 1987, ông ta bị bắt tại một trạm kiểm soát ở Grado, trong khi cố gắng đến Trieste. Tháng 9 năm 1990, ly hôn Giuliana Brusa. Năm 1995, tiếp tục chốn khỏi nhà tù ở Nuoro, lần này cả luật sư của ông cũng bị cáo buộc liên quan. Kể từ năm 1999, ông ta đã bị nhốt trong khu vực an ninh cao của nhà tù Voghera.

### Xin ân xá
Năm 2005, sau khi bàn bạc với mẹ mình, Vallanzasca gửi một bức thư gửi Bộ trưởng Bộ Tư pháp và các thẩm phán giám sát của Pavia. Tháng 7 năm 2006, mẹ ông đã viết thư cho Tổng thống Carlo Azeglio Ciampi và Bộ trưởng Bộ Tư pháp Mastella xin ân xá cho con trai bà. Ngày 15 tháng 9 năm 2007 ông nhận thông báo không được ân xá từ các nguyên thủ, Vallanzasca sẽ tiếp tục thụ án tại nhà tù Milan.
Từ tháng 3 năm 2010, Vallanzasca được hưởng lời từ việc tại ngoại vào ban ngày, được phép rời nhà tù lúc 7h30 để làm việc và trở về lúc 19h00. Ông làm việc trong một cửa hàng bán đồ da, và một cửa hàng quần áo ở Sarnico, Bergamo. Tháng 5 năm 2011, Tòa án Milan đã đình chỉ Vallanzasca hưởng lợi từ công việc bên ngoài vì ông lợi dụng qua lại với một người phụ nữ. Sau vài được cấp quyền và bị thu hồi lại, vào tháng 6 năm 2014, trong khi được tạng thái bán-tự-do mà nhà tù Bollate cấp phép, ông ta đã cố ăn trộm tại siêu thị ở Milan, tháng 11 sau đó, bị kết án 10 tháng tù cộng với khoản tiền phạt 330 euro vì tội cố tình làm trầm trọng thêm hành vi cướp giật không chính đáng. Với mức án mới này, Vallanzasca có nguy cơ không thu được thêm bất kỳ quyền lợi nào trong thời gian bị giam giữ.
Trong "sự nghiệp phạm tội" của mình, hắn đã bị kết án tổng cộng 4 bản án chung thân và 295 năm tù.

## Đời tư
Ngoài Giuliana Brusa, ông còn có một người vợ khác.
Tháng 5 năm 2008, ông kết hôn với người bạn thời thơ ấu Antonella D'Agostino, trong thời gian này ông đã viết blog trên thông qua một bên thứ ba, vào tháng 10 năm 2018, họ ly hôn.

## Phim ảnh
- Vallanzasca - Gli angeli del male, đạo diễn Michele Placido (2010)
- Il caso Enzo Tortora - Dove eravamo rimasti?, đạo diễn Ricky Tognazzi (2012) - Miniserie TV
- Appunti di un venditore di donne, đạo diễn Fabio Resinaro (2021)